# Epikrise
Eine Epikrise (griechisch ἐπίκρισις von ἐπί „nach“ und κρίσις „Beurteilung, Entscheidung“) oder Schlussbetrachtung bezeichnet in der Medizin und der Psychotherapie eine differenzierende Beurteilung des Ablaufs der Krankheit nach Abschluss des Krankheitsfalles.
Sie ist ein spezieller zusammenfassender kritischer Rückblick und eine Interpretation der Krankengeschichte und der veranlassten Therapie, meistens an einen weiterbehandelnden Arzt gerichtet. Sie ist oft Teil von medizinischen Dokumenten (Überweisung, Arztbrief, Entlassungsbrief usw.). Eine Epikrise sollte die wichtigsten Angaben zur durchgeführten Anamnese (Vorgeschichte), Diagnostik (Befunde), zum Verlauf, zu endgültig festgestellten Diagnosen sowie möglichen Differentialdiagnosen, der empfohlenen Medikation, der Remission und eventuell zur Prognose enthalten.